# Aorunsumo
Aorunsumo (kinesiska: 敖润苏莫, 敖润苏莫苏木) är en socken i Kina. Den ligger i den autonoma regionen Inre Mongoliet, i den norra delen av landet, omkring 740 kilometer öster om regionhuvudstaden Hohhot. Antalet invånare är 3925. Befolkningen består av 1 852 kvinnor och 2 073 män. Barn under 15 år utgör 13,0 %, vuxna 15-64 år 78 %, och äldre över 65 år 8,0 %.
Genomsnittlig årsnederbörd är 579 millimeter. Den regnigaste månaden är juli, med i genomsnitt 152 mm nederbörd, och den torraste är januari, med 2 mm nederbörd.